# Jozue III
Jozue III (także Iyasu, bądź Ijasu, ur. ?  – zm. 1810) – cesarz Etiopii od 16 lutego 1784 do 24 kwietnia 1788. Pochodził z dynastii salomońskiej. Był wnukiem cesarza Jozuego II Kuareńczyka. Został cesarzem po abdykacji Tekle Gijorgisa I. Według polskiego historyka Andrzeja Bartnickiego jego rządy de facto zapoczątkowały okres zemene mesafynt, czyli rozbicia dzielnicowego Etiopii. Cesarz nie posiadał realnej władzy. Okres jego panowania zdominowały rozgrywki o władzę pomiędzy rasami Uelde Syllasje, Hajle Josadikiem i innymi możnowładcami etiopskimi. Do tronu wynieśli go lokalni arystokraci z Gondaru. Po wstąpieniu na tron, Jozue III przeprowadził szereg promocji, mianując między innymi keniazmacza Tsadalu na rasa bituedena, ras Hajle Josadik stał się zarządcą Godżamu i Agawu, a balambaras Ali stał się dedżazmaczem Begiemdyru. Władza cesarza upadła po tym, jak Ali Wielki sprowadził z wygnania Tekle Gijorgisa i przywrócił go na tronie. W odpowiedzi Hajle Josadik wyruszył z Godżamu do Gondaru, aby cesarzem ponownie stał się Jozue. Josadikowi udało się wkroczyć do miasta ze swoim kandydatem, a Tekle Gijorgis uciekł, jednak dedżazmacz Ali odpowiedział marszem na Gondar. Następnie Hajle Josadik opuścił Gondar i Jozue został odeskortowany przez dedżazmacza Guebrę w bezpieczne schronienie do prowincji Tigraj. Po klęsce rasa Hajle Josadika z Alim Wielkim w bitwie pod Madab, stoczonej w czerwcu 1788, jedną z pojmanych osób był Jozue. Według angielskiego egiptologa, Henry'ego Salta, który odwiedził Etiopię na początku XIX wieku, były cesarz zmarł w 1810.